# Suelo lunar

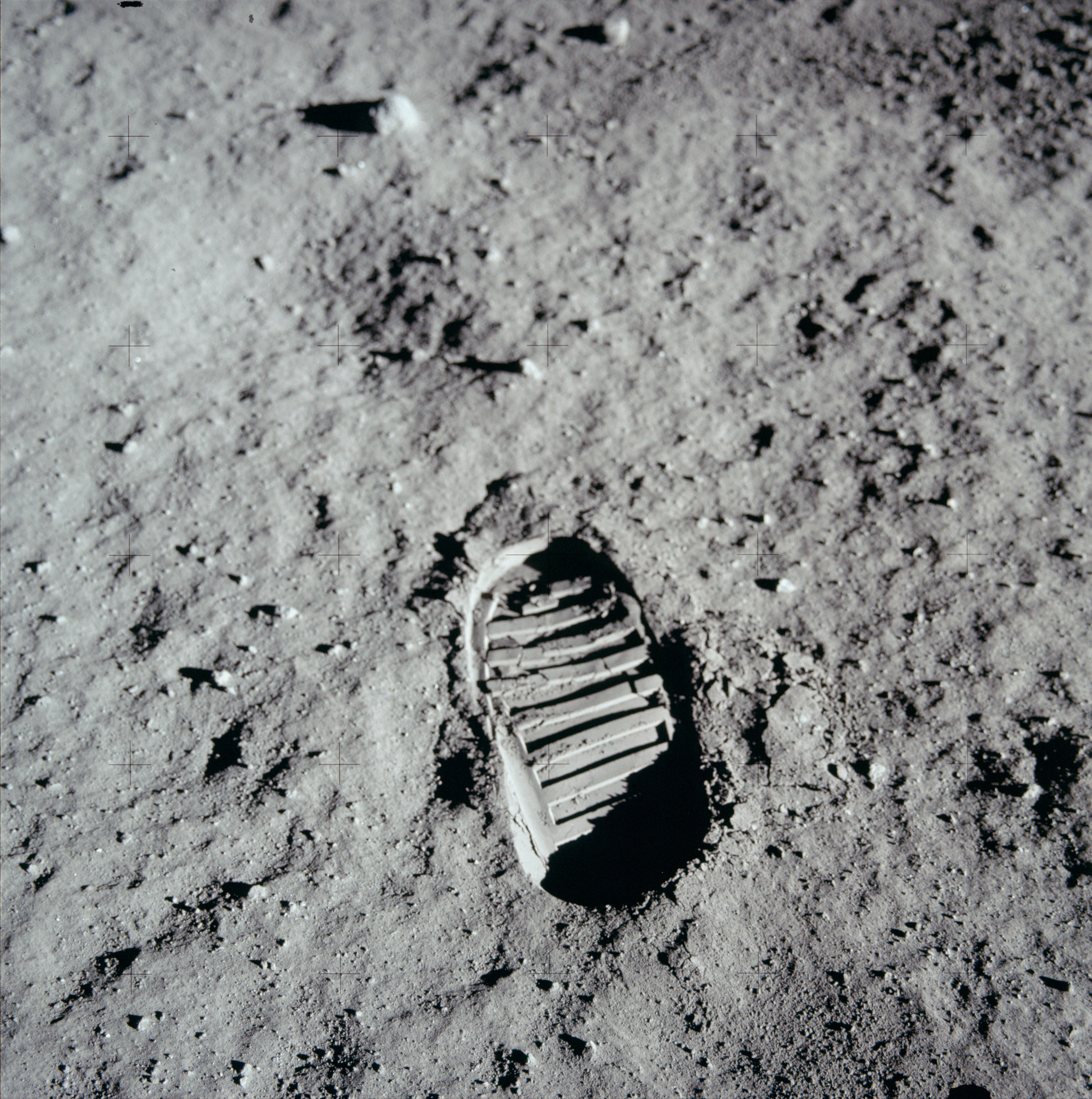
Pisada en el suelo lunar

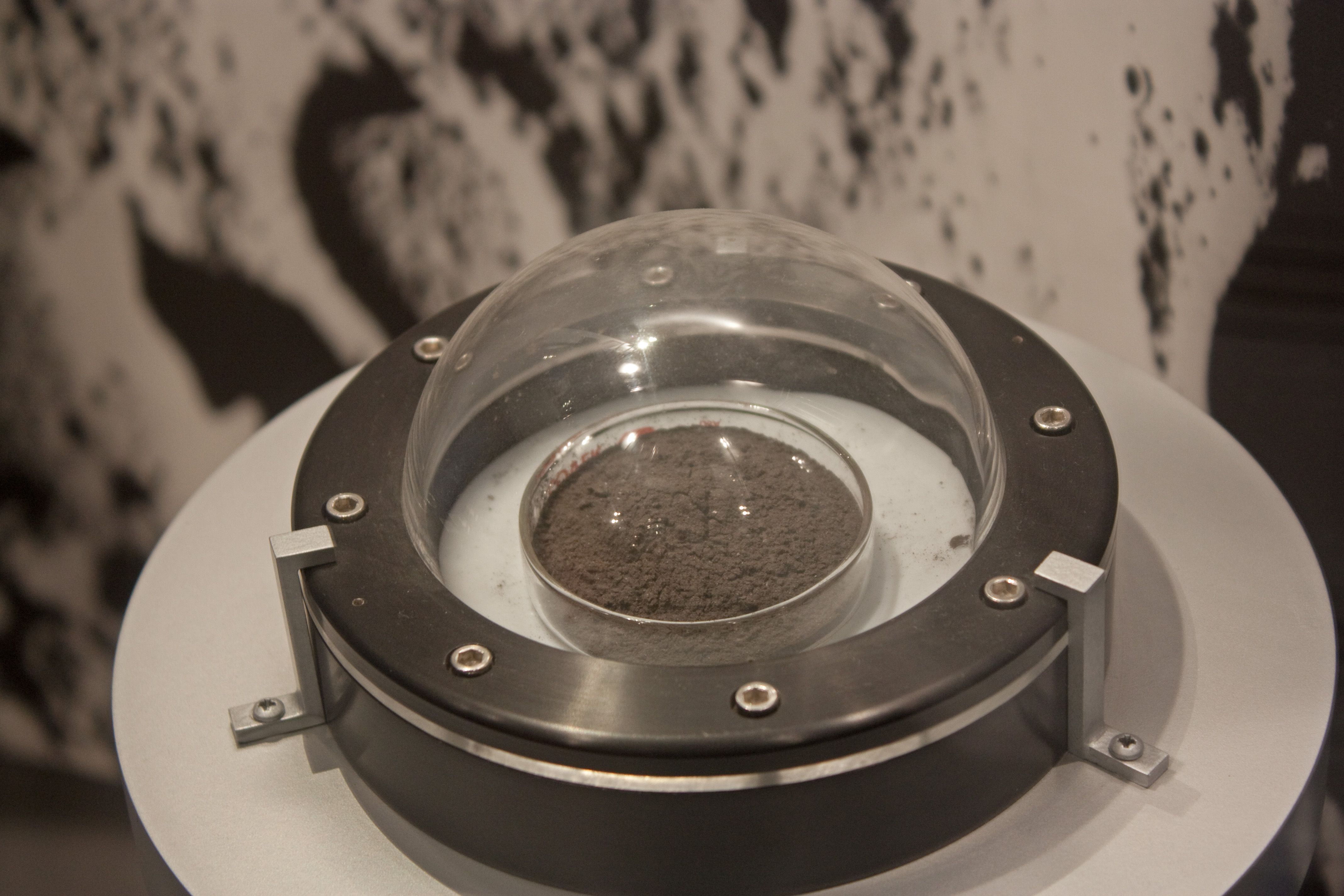
Regolito tomado durante la misión Apolo 17.

El suelo lunar es la fina fracción de regolito encontrada en la superficie de la Luna. Sus propiedades pueden diferir significativamente de la superficie terrestre. Las propiedades físicas de la superficie lunar son básicamente el resultado de la desintegración mecánica de rocas basálticas y anortosita, causada por continuos impactos de meteoros y el bombardeo interestelar de partículas atómicas cargadas durante millones de años. El proceso es, en gran medida, de meteorización mecánica en la cual las partículas se vuelven cada vez más finas con el paso del tiempo. Esta situación contrasta radicalmente con la formación de la superficie terrestre, la que es mediada por la presencia de oxígeno molecular, humedad, viento atmosférico, y una profunda influencia del proceso biológico desarrollado sobre la misma. Algunas personas han argumentado que el término "suelo" no es correcto en el caso de la superficie lunar, dado que en la tierra lo que se comprende por "suelo" posee materia orgánica, elemento no presente en la Luna. De todas formas, el estándar de uso científico tiende a ignorar esta distinción.
El término suelo lunar es frecuentemente usado indistintamente junto con el de "regolito lunar", sin embargo, éste generalmente refiere solo a la delgada capa de regolito, la que se compone de gránulos menores a un centímetro de diámetro. El término polvo lunar generalmente refiere a una consistencia de materiales aún más finos en comparación al presente en el suelo lunar. Aunque no hay una definición clara sobre el tamaño de las fracciones constituyentes del "polvo", se refiere en algunas fuentes diámetros menores a 50 micrómetros, y en ocasiones, a 10 micrómetros.

## Proceso de formación del suelo

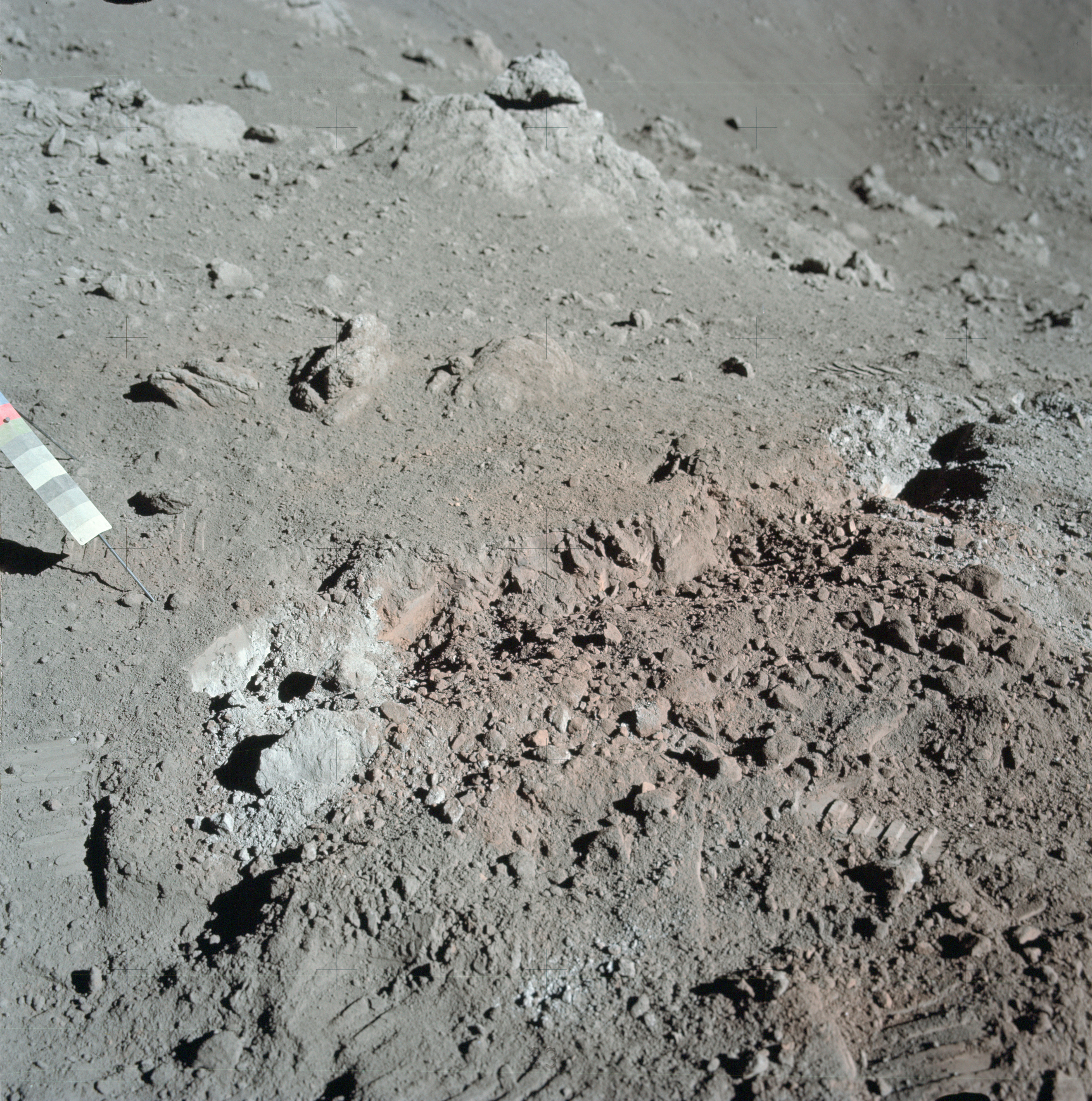
Suelo anaranjado encontrado durante la misión Apolo 17, a causa de su contenido de perlas de vidrio volcánico.

Gran parte de los procesos involucrados en la formación del suelo lunar son:
- Conminución: Ruptura mecánica de rocas y minerales en partículas más pequeñas por impactos de meteoritos y micrometeoritos
- Aglutinación: Unión de minerales y fragmentos de roca, junto con los cristales producidos por el impacto de micrometeoritos, y
- Viento solar: Espalación e implantación causados por impactos de iones y partículas de alta energía.

Estos procesos no solo da como resultado el suelo lunar, sino que también continúa el cambio físico y óptico de las propiedades del suelo lunar a través del tiempo, este proceso es conocido como erosión espacial.
Además, el proceso de fuente de lava, por el cual la lava volcánica sale despedida y se enfría en pequeñas gotas cristalizadas antes de bajar a la superficie, puede crear depósitos importantes en algunos lugares, como el suelo naranja encontrado en el Cráter Shorty en el valle de Taurus-Littrow por la misión Apolo 17 y las cristalizaciones verdes encontradas por la misión Apolo 15 en Hadley-Apeninos. Se cree que estos depósitos de gotas de lava son el origen de los depósitos de manto oscuro (DMD, por sus siglas en inglés Dark Mantle Deposits) en otras zonas de la Luna.

## Mineralogía y composición
El suelo lunar se compone de varios tipos de partículas, entre los que se encuentran fragmentos de roca, fragmentos monominerales y distintos tipos de vidrios, incluyendo partículas aglutinadas y gotas creadas por volcanes e impactos. Los aglutinados se forman por impactos de micrometeoritos en la superficie lunar, lo que funde y fusiona a pequeña escala materiales adyacentes con minúsculos fragmentos de hierro metálico. Este hierro se encuentra incrustado en la cáscara vidriosa de cada partícula de polvo.
Con el paso del tiempo, los materiales del suelo se mezclan tanto en vertical como en horizontal (a través de un proceso denominado "jardinería") por los procesos ocurridos tras los impactos. Sin embargo, la contribución de material a gran distancia es relativamente menor en cantidad, por lo que la composición del suelo en un lugar reflejará mayoritariamente la composición de la base rocosa de ese lugar.
Existen dos enormes diferencias entre la química del regolito lunar y la del suelo formado de materiales terrestres. Primeramente, la Luna cuenta con un ambiente extremadamente árido. Por ello, algunos materiales que cuentan con el agua como parte de su estructura, como son la arcilla, la mica y los anfíbol no existen en la Luna. La segunda diferencia es que el regolito lunar y su corteza se reducen por el proceso químico de reducción-oxidación, al contrario que la corteza terrestre, que principalmente sufre oxidación. En el caso específico del regolito lunar, esto ocurre, al menos en parte, por el bombardeo constante de Hidrógeno (H) proveniente del viento solar que sufre la superficie lunar. Una consecuencia de esto es que el hierro presente en la Luna se encuentra en el estado metálico 0 y en el de oxidación +2, mientras que en la Tierra se encuentra principalmente en los estados de oxidación +2 y +3.

## Propiedades del suelo lunar
La importancia de obtener conocimientos sobre las propiedades del suelo lunar es significativa. El potencial para construir estructuras, sistemas de transporte por tierra y sistemas de gestión de residuos, por poner algunos ejemplos, dependerá de los datos obtenidos de la experimentación con muestras de suelo lunar. La capacidad de soporte de peso del terreno es un parámetro vital en el diseño de dichas estructuras en la Tierra.
Debido a la infinidad de impactos de meteoritos (con velocidades alrededor de 20 km/s), la superficie lunar está cubierta con una fina capa de polvo. Este polvo está cargado eléctricamente, y se pega a la superficie de lo que toca. El suelo se vuelve muy denso debajo de la capa superior de regolito.
Otros factores que pueden afectar las propiedades del suelo lunar incluyen análisis térmicos diferenciales de temperatura, la presencia de vacío, y la ausencia de un campo magnético significativo en la Luna (lo que permite a las partículas cargadas del viento solar chocar continuamente con la superficie de la Luna). Una fuerza gravitatoria menor y la ausencia de presión atmosférica son factores adicionales que afectarán al diseño de las estructuras en la superficie de la Luna.

## Creacionismo de la Tierra joven
Desde junio de 1971, momento en el que Harold Slusher publicó un artículo en la revista Creation Research Society Quarterly, muchos creacionistas que creen en la teoría de que la Tierra es joven argumentaron que no existe tanto polvo cósmico en la superficie lunar como se podría esperar de una Luna que lleva 4.5 mil millones de años existiendo. Entre los creacionistas que mencionan este argumento se incluye Kent Hovind. Sin embargo, como ya argumentó Answers in Genesis, una iglesia apologética cristiana, este argumento se basa en la estimación de que se acumulaban 39.150 toneladas de polvo lunar al día. Ya se comprobó que este cálculo estaba anticuado y era demasiado exagerado: medidas más recientes llevadas a cabo con satélites muestran una acumulación de 60 toneladas al día en la Tierra, lo que implicaría una acumulación de 2.3 toneladas al día en la Luna.
También se mostró miedo ante la posibilidad de que los astronautas de la misión Apolo se hundieran en enormes cantidades de polvo, debido a la velocidad a la que esta se acumulaba. Sin embargo y como indicó Steven Shore, "En 1965, se llevó a cabo una conferencia sobre la naturaleza de la superficie lunar. +La conclusión que se extrajo tanto de las propiedades ópticas de difusión de luz observadas desde la Tierra como de las primeras fotos del Ranger fue que no existía ninguna evidencia de que exista una amplia capa de polvo".

## Fuentes de polvo lunar y levitación electroestática

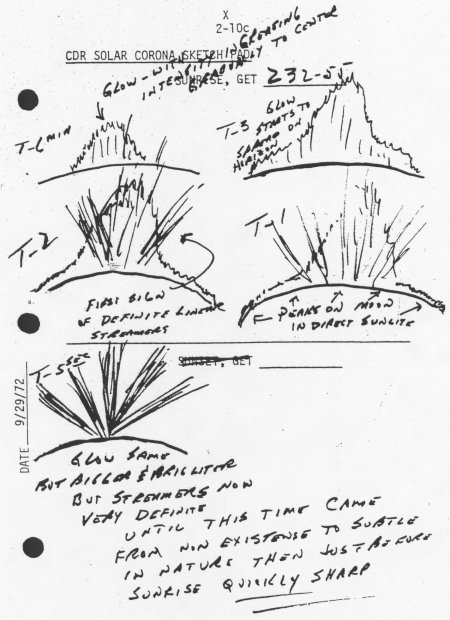
Lunar "twilight rays" sketched by Apollo 17 astronauts

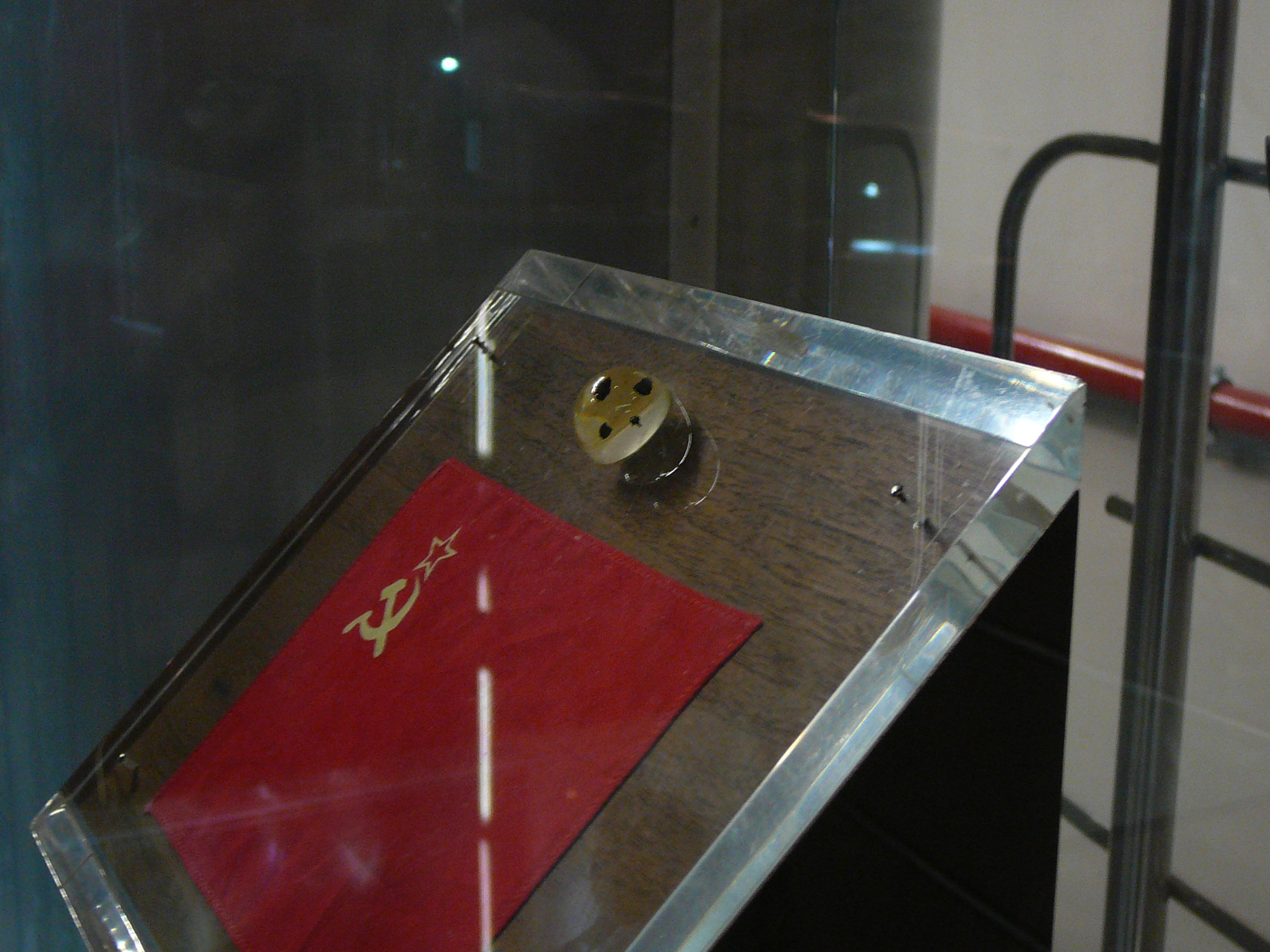
Trozo de regolito de la misión Apollo 11 entregado a la Unión Soviética y puesto en exhibición en el Museo Conmemorativo de la Astronáutica de Moscú.

## Galería

Concentraciones relativas de diversos elementos químicos en la superficie lunar
Concentraciones relativas (% en peso) de diversos elementos químicos en las tierras altas lunares, en las tierras bajas lunares y en la Tierra